# Spirocamallanus cearensis
Spirocamallanus cearensis är en rundmaskart som först beskrevs av Pereira, et al 1936.  Spirocamallanus cearensis ingår i släktet Spirocamallanus och familjen Camallanidae. Inga underarter finns listade i Catalogue of Life.